# International Reading Association
Pour les articles homonymes, voir IRA.
L’International Reading Association est une organisation professionnelle internationale créée en 1956 pour améliorer l'instruction de la lecture, de faciliter la recherche sur la lecture, et d'encourager la lecture. Le siège de l'IRA est à Newark (Delaware), aux États-Unis.  L'IRA compte environ 90 000 membres, et plus de 1250 sociétés affiliées à travers le monde. Son président actuel[Quand ?] est Barbara Walker de l'Université d'État de l'Oklahoma.
Des bulletins, des livres, des revues professionnelles et guides, sont publiés par l'organisation : 
- The Reading Teacher : publication pour les institutions accueillant des enfants de moins de 12 ans
- Journal of Adolescent & Adult Literacy : publication pour les enseignants
- Reading Research Quarterly : publication de recherche sur l'alphabétisation
- Lectura y Vida : Sur l'alphabétisation  mondiale en langue espagnole

L'IRA offre également des bourses pour la préparation de thèses; Donna Alvermann et Nell K. Duke ont été parmi les récipiendaires. 
La lecture en ligne, e-journal parrainé par l'IRA, contient des centaines d'articles, mais non consultable sur le site.